# Daniel Percival
Daniel Percival (Leeds, 1979 – 17 ottobre 2024) è stato un attore britannico.

## Biografia
Nativo di Leeds, Yorkshire, Percival ha completato gli studi presso la Leeds University e successivamente si è trasferito a Londra per frequentare la Royal Academy of Dramatic Art negli anni a cavallo tra 2002 e 2005, diplomandosi il 1º luglio 2005 con una specializzazione nel combattimento simulato (RADA Best Armed Fight).
Dopo il debutto in campo teatrale, Percival inizia a comparire in numerose serie televisive britanniche quali The Golden Hour, Vital Signs e Sinchronicity ottenendo poi il ruolo di principale antagonista del film Maial College 2 e, in seguito, comparendo in Last Night - Morte nella notte al fianco di Steven Seagal, Linden Ashby e Tanoai Reed.
Nel 2008 prende parte in un ruolo ricorrente alla serie TV Il romanzo di Amanda, mentre negli anni successivi fa da guest star in Sherlock, Doctors, Whitechapel, Casualty, Su e giù per le scale.

## Vita privata
Grande appassionato di letteratura inglese, Percival è inoltre un tenore, parla correttamente spagnolo, suona il pianoforte ed ha praticato numerosi sport, tra cui il rugby, la scherma, il karate e la capoeira.
Da anni si interessa della politica del Medio Oriente.

## Filmografia

### Cinema
- Maial College 2 (Van Wilder 2: The Rise of Taj), regia di Mort Nathan (2006)
- Exodus, regia di Penny Woolcock (2007)
- Last Night - Morte nella notte (Against the Dark), regia di Richard Crudo (2009)
- Son of God, regia di Christopher Spencer (2014)

### Televisione
- The Golden Hour – serie TV, episodio 1x02 (2005)
- Vital Signs – serie TV, 4 episodi (2006)
- Sinchronicity – serie TV, 6 episodi (2006)
- Il romanzo di Amanda (Lost in Austen) – miniserie TV, 2 puntate (2008)
- Sherlock – serie TV, episodio 1x02 (2010)
- Doctors – serial TV, 1 puntata (2010)
- Whitechapel – serie TV, 3 episodi (2010)
- Casualty – serie TV, episodio 25x18 (2011)
- Upstairs Downstairs – serie TV, episodio 2x04 (2012)
- La Bibbia (The Bible) – miniserie TV, 1 puntata (2013)